# Lista de soberanos da Lorena
Os governantes da Lorena tiveram diferentes origens. Os primeiros governantes da região eram os Reis dos Francos, cujo Reino era chamado Lotaríngia. A origem do termo é do latim "Lotharingia" que evoluiu ao longo do tempo para "Lorraine" em francês, "Lotharingen", em holandês e "Lothringen" em alemão. Após o Reino Carolíngio a região foi absorvida pelos Reinos vizinhos no final do século IX, Duques foram nomeados devido o território. Em meados do século X, o Ducado foi dividido em Lorena inferior e Superior, o primeiro a foi incorporado para o histórico dos Países Baixos,como Ducado de Brabante, já o segundo tornou-se conhecido como o Ducado da Lorena e existiu até a Idade Moderna.
Os Governantes da Lorena abaixo descritos são referentes, principalmente, a Alta Lorena, que originou a Ducado da Lorena em 959, após a divisão do Arcebispo e Duque Bruno I.

## Reis da Lotaríngia
- Lotário I (r.843-855), também Imperador do Sacro Império, Rei de Itália e da Baviera
- Lotário II (r. 855 – 869)

Carlos, o Calvo reivindicou a Lotaríngia devido a morte de Lotário e foi Coroado rei em Metz, mas seu irmão Luís, o Germânico se opôs a sua reivindicação e em 870 o Tratado de Meersen dividiu a Lotaríngia entre os dois irmãos e, posteriormente, seus filhos. Em 880, o Tratado de Ribemonte deu toda a Lotaríngia a Luís, o jovem, filho de Luís, o Germânico.
- Carlos, o Calvo (869–870)
- Luís, o Jovem (880–882)
- Carlos, o Gordo (882–887)
- Arnulfo da Caríntia (887–895)
- Zuentiboldo (895–900)
- Luís, a Criança (900–911)
- Carlos, o Simples (911–923)

Em 925, a Lotaríngia foi incluída no Reino da Germânia.

## Duques da Lorena
- Gebardo (903–910)
- Reginaldo I (910–915)
- Giselberto (r. 924 – 939)  Duque da Lotaríngia
- Henrique I (r. 939 – 944)
- Conrado, o Vermelho (r. 944 – 953)
- Bruno I (r. 953 – 959), Arcebispo de Colónia[1][2]

Em 959, Lorena foi dividida em dois distritos: Superior e Inferior, cada um sendo dado a um Marquês, ou vice-duque, sob Bruno I. Após a morte do Duque Bruno I em 965, da Baixa Lorena, cujo Marquês tinham morrido, esteve com o trono vago até 977. Neste ano, Carlos foi nomeado como Duque da Baixa Lorena e Frederico foi elevado Duque de Lorena Superior. Os dois Ducados permaneceram separados, e seguiram caminhos separadas, exceto por breve período entre a 1033 e 1044.

## Casa das Ardenas-Bar
- Frederico I (r. 959 – 978)
- Teodorico I (r. 978 – 1027)
- Frederico II (r. 1027 – 1033)

## Casa das Ardenas-Verdun
- Gotelão, o Grande (r. 1033 – 1044) (também Duque da Baixa Lorena).
- Godofredo, o Barbudo (r. 1044 – 1046) (também Duque da Baixa Lorena)

### Casa de Metz (Ardenas-Metz)
| Retrato | Nome          | Início            | Fim               | Nota                       |  |
| ------- | ------------- | ----------------- | ----------------- | -------------------------- |  |
|         | Adalberto     | 1047              | 1048              |                            |  |
|         | Gerardo       | 1048              | 6 Março 1070      | irmão do predecente        |  |
|         | Teodorico II  | 6 Março1070       | 23 Janeiro 1115   |                            |  |
|         | Simão I       | 23 Janeiro 1115   | 13 Abril 1138     |                            |  |
|         | Mateus I      | 13 Abril 1138     | 13 Maio 1176      |                            |  |
|         | Simão II      | 13 Maio 1176      | 1205              |                            |  |
|         | Frederico I   | 1205              | 7 Abril 1206      |                            |  |
|         | Frederico II  | 7 Abril 1206      | 10 Outubro 1213   |                            |  |
|         | Teobaldo I    | 10 Outubro 1213   | 17 Fevereiro 1220 |                            |  |
|         | Mateus II     | 17 Fevereiro 1220 | 24 Junho 1251     |                            |  |
|         | Frederico III | 24 Junho 1251     | 31 Dezembro 1302  |                            |  |
|         | Teobaldo II   | 31 Dezembro 1302  | 13 Maio 1312      |                            |  |
|         | Frederico IV  | 13 Maio 1312      | 23 Augusto 1328   |                            |  |
|         | Rudolfo       | 23 Agosto 1328    | 26 Agosto 1346    | Morto na Batalha de Crécy  |  |
|         | João I        | 26 Agosto 1346    | 27 Setembro 1390  |                            |  |
|         | Carlos II     | 27 Setembro 1390  | 25 Janeiro 1431   |                            |  |
|         | Isabel        | 25 Janeiro 1431   | 28 Fevereiro 1453 | com o seu marido, Renato I |  |

### Casa de Valois-Anjou
| Retrato | Nome      | Início            | Fim               | Nota                     |
| ------- | --------- | ----------------- | ----------------- | ------------------------ |
|         | Renato I  | 25 Janeiro 1431   | 28 Fevereiro 1453 | com a sua esposa, Isabel |
|         | João II   | 28 Fevereiro 1453 | 16 Dezembro 1470  |                          |
|         | Nicolau I | 16 Dezembro 1470  | 24 Julho 1473     |                          |

### Casa de Vaudemont
Ramo cadete dos governantes anteriores da Casa de Ardennes–Metz, conhecida como a Casa de Lorena 
| Retrato | Nome                  | Início           | Fim              | Nota |
| ------- | --------------------- | ---------------- | ---------------- | --- |
|         | Renato II             | 24 Julho 1473    | 10 Dezembro 1508 | neto de Renato I e de isabel; também foi Duque de Bar |
|         | António I             | 10 Dezembro 1508 | 14 Junho 1544    | |
|         | Francisco I           | 14 June 1544     | 12 June 1545     | |
|         | Carlos III            | 12 Junho 1545    | 14 Maio 1608     | |
|         | Henrique II           | 14 Maio 1608     | 31 Julho 1624    | |
|         | Nicole                | 31 Julho 1624    | 25 Novembro 1625 | Era filha de Henrique II; os Estados Gerais da Lorena decidiram que ela não era elegível para reinar e deu a Coroa a seu tio, Francisco II; seu marido e primo, Carlos IV, reinaria depois disso                  |
|         | Francisco II          | 25 Novembro 1625 | 1 Dezembro 1625  | Ele imediatamente abdicou em favor de seu filho, Carlos IV; morreu 1632 |
|         | Carlos IV             | 1 Dezembro 1625  | 19 Janeiro 1634  | abdicou em favor de seu irmão |
|         | Nicolau II            | 19 Janeiro 1634  | 1 Abril 1634     | fugiu para o exílio e abdicou em favor de seu irmão mais velho; o Ducado permaneceu sob eficaz controle francês pelos próximos 27 anos                                                                            |
|         | Carlos IV             | 1 Abril 1634     | 18 Setembro 1675 | nominalmente restaurado como resultado da abdicação do seu irmão; Lorena foi ocupada pela França e foi o Duque no exílio, de 1634 a 1661 e novamente de 1670 até sua morte.                                       |
|         | Carlos V Leopoldo     | 18 Setembro 1675 | 18 Abril 1690    | Ele estava no exílio enquanto Lorena estava ocupada pela França o seu reinado foi nominal. |
|         | Leopoldo I            | 18 Abril 1690    | 27 Março 1729    | Ele estava no exílio e Lorena estava ocupada pela França, até 30 de outubro de 1697, quando foi devolvida a Leopoldo José; foi novamente ocupada pela França de 1702 a 1714, embora o Duque manteve-se no Ducado. |
|         | Francisco III Estêvão | 27 Março 1729    | 9 Julho 1737     | Lorena foi negociada em troca do Grão-Ducado da Toscana (Francisco II); eleito Sacro Imperador Romano (Francisco I) em 1745; morreu 1765, marido da Imperatriz Maria Teresa I da Áustria                          |

### Casa de Leszczyński
| Retrato | Nome         | Início       | Fim               | Nota |
| ------- | ------------ | ------------ | ----------------- | --- |
|         | Estanislau I | 9 Julho 1737 | 23 Fevereiro 1766 | Antigo Rei da Polônia. Depois dele, o Ducado foi herdado por seu genro, o Rei Luís XV de França e incorporado em seus domínios. |